# Sestra (přítok Dubny)
Sestra (rusky Сестра) je řeka v Moskevské oblasti a částečně na její hranici s Tverskou oblastí v Rusku. Je 138 km dlouhá. Povodí má rozlohu 2680 km².

## Průběh toku
Odtéká ze Seněžského jezera. Na dolním toku podtéká Moskevský průplav. Největším přítokem je Jachroma zprava. Ústí do Dubny (přítok Volhy).

## Vodní stav
Zdrojem vody jsou především sněhové srážky. Průměrný roční průtok vody ve vzdálenosti 38 km od ústí činí 9,9 m³/s. Zamrzá v listopadu až na začátku ledna a rozmrzá na konci března až v dubnu.

## Využití
Na řece leží město Klin.